# じもちゃんねる
『じもちゃんねる』はテレビ西日本（TNC）で毎週火曜19:00 - 21:00（JST）に放送されているバラエティ番組。

## 出演者
- ゴリけん
- 吉瀬美智子
- ハリセンボン（近藤春菜・箕輪はるか）

## スタッフ
- 製作著作:テレビ西日本